# سن يو
سن يو (بالصينية: 孫瑜) هي لاعبة كرة الريشة صينية، ولدت في 28 فبراير 1994 في داليان في الصين.

## وصلات خارجية
- سن يو على موقع BWF.tournamentsoftware.com (الإنجليزية)
- سن يو على موقع BWFbadminton.com (الإنجليزية)